# Novisuccinea chittenangoensis
Novisuccinea chittenangoensis е вид коремоного от семейство Кехлибарови охлюви (Succineidae).

## Разпространение
Видът е ендемичен за окръг Медисън, Ню Йорк, САЩ.